# Alburnoides bipunctatus
Alburnoides bipunctatus é uma espécie de peixe actinopterígeo da família Cyprinidae.
Pode ser encontrada nos seguintes países: Afeganistão, Alemanha, Arménia, Áustria, Azerbaijão, Bielorrússia, Bélgica, Bulgária, Eslováquia, Estónia, França, Geórgia, Hungria, Irão, Letónia, Lituânia, Moldávia, Países Baixos, Polónia, República Checa, Roménia, Rússia, Turquia, Ucrânia e Uzbequistão.